# Kis lonclepke
A kis lonclepke (Limenitis camilla)  a rovarok (Insecta) osztályának a lepkék (Lepidoptera) rendjébe, ezen belül a tarkalepkefélék (Nymphalidae) családjába tartozó faj.

## Előfordulása
Franciaország, Közép-Európa, Olaszország, volt Jugoszlávia és Kelet-Európa nagy részén megtalálható. E területek északi részén gyakoribb. Közép-Európában helyenként még igen gyakori.

## Megjelenése
A kis lonclepke elülső szárnya 3 centiméter hosszú, felül fekete-fehér, fonákja tarka. A hátsó szárnyát két sor fekete folt díszíti.

## Életmódja
A hegy- és dombvidékek nyirkosabb, összefüggő erdőségeiben él. A hegységekben a fahatárig fordul elő. Röpte könnyed, vitorlázó. Többnyire napsütötte leveleken, széttárt szárnyakkal pihen meg, ilyenkor szárnyának fekete-fehér rajzolata kiválóan elrejti a napfényfoltok között.
Az imágó főleg a szeder virágának nektárját szívogatja. Hernyójának tápnövényei különböző lonc fajok, ritkábban hóbogyók.
Hernyója telel át az első vedlés után, két levél között. Évente egy nemzedéke repül június közepétől augusztus közepéig.
|  |  |